# تشارلي ويكفيلد (لاعب كرة قدم)
تشارلي ويكفيلد (بالإنجليزية: Charlie Wakefield)‏ هو لاعب كرة قدم بريطاني في مركز نصف الجناح، ولد في 9 أبريل 1998 في وورثينغ ‏ في المملكة المتحدة. لعب مع ستيفيناغ بوروه.